# مقاطعة ريو أريبا (نيومكسيكو)
مقاطعة ريو أريبا (بالإنجليزية: Rio Arriba County)‏ هي إحدى مقاطعات ولاية نيومكسيكو في الولايات المتحدة الأمريكية.